# Pískovna u Dračice
Pískovna u Dračice je přírodní památka ve správních územích Rapšach a Suchdol nad Lužnicí v okrese Jindřichův Hradec v Jihočeském kraji. Oblast spravuje AOPK ČR – regionální pracoviště Jižní Čechy.

## Předmět ochrany
Důvodem ochrany jsou unikátní geologicko-geomorfologické jevy na bázi kvartérních sedimentárních vrstev, xerotermní biotopy skalních výchozů, drobné mokřadní biotopy na dně pískovny a na ně vázaná rostlinná i živočišná společenstva s výskytem ohrožených druhů.